# Kamen'-Mugdykyn
Kamen'-Mugdykyn (in russo Камень-Мугдыкын?; Kamen' in italiano significa "pietra") è un isolotto roccioso nella baia del Tauj (Тауйская губа), nel mare di Ochotsk. Amministrativamente appartiene all'Ol'skij rajon dell'oblast' di Magadan, nell'Estremo Oriente della Russia. Kamen'-Mugdykyn si trova a soli 280 m dalla costa della baia Melkovodnaja (бухта Мелководная), interna al golfo Odjan, nella parte orientale della baia del Tauj.